# Междоусобная война в Кайтагском уцмийстве
Междоусобная война в Кайтаге — феодальная междоусобица 1645—1646 годов между уцмием Рустам-ханом и сефевидским ставленником уцмием Амирхан-Султаном за право правления Кайтагским уцмийством.

## Предпосылки
В 1609 году уцмий Рустам-хан захватил власть в Кайтаге, убив своего старшего брата уцмия Амир-Хамзу. Тем временем сыну его брата, Амирхан-Султану, удалось бежать в Иран. Там он стал сторонником шаха и принял второе имя — Аббас Кули-хан («раб Аббаса»). Спустя 30 лет после его бегства из Кайтага, иранские власти решили осуществить через него свои планы относительно уцмийства. Он был не против использовать возможность реванша и отомстить дяде за смерть своего отца.
В 1638 году в связи с угрозой со стороны сефевидского Ирана «...Кайтагский правитель уцмий Рустам-хан, став сторонником Турецкой империи, предпринял шаги, направленные к тому, чтобы вывести дагестанцев из повиновения шаху Сафи. В противовес растущему влиянию уцмия Рустам-хана иранские власти «поддержали и подкрепили Сурхай-мирзу, сына Эльдар-шамхала, назначив его шамхалом, признанным в этом звании и русским старцем Михаилом Федоровичем».
Это, а также завершение войны с Турцией, активизировало шаха Сефи I, который решил построить 5 крепостей в Дагестане: «...в Табасаранцах, да у уцмея Кайдатцкого, да в Буйнаках, да на Койсе» и в Тарках, в Кайтагской крепости намечалось поставить гарнизон в 500 воинов. Постройка крепостей представляла масштабную угрозу для независимости Дагестана, куда Сефи I предполагал направить 30-титысячное войско под предлогом помощи Сурхаю.
В знак протеста дагестанские владельцы присягнули России, которая оказала воздействие на шаха. В 1642 году ему было заявлено: «царскому величеству самому то надобно, чтобы на Койсе и Тарках города поставить, потому что та земля царского величества». Из-за России план Ирана в отношении Дагестана не был осуществлён.
В 1642 году шахские чиновники в Дербенте говорили русским послам, что «уцмий шаховых людей грабит и побивает», «кайтагцы стали самовольны и никого не слушают». Шахские власти сваливали на уцмия эпизод с убийством в июле 1637 года польского посла Феофила фон Шенеберга, хотя было известно, что посольство было перебито жителями Бойнака, и на их земле.
В 1642 году шах Сефи I, незадолго до своей смерти, собирался послать на уцмия войско. Аббас II, вставший у власти в Персии, продолжал экспансионистскую политику своего предшественника в отношении Дагестана. В 1645 году он начал вытеснять русские войска с Северного Кавказа и разжигать феодальные междоусобицы в Дагестане. Шах открыто вмешивался во внутренние дела уцмийства, используя борьбу за власть в Кайтаге между янгикентской и маджалисской линиями этой династии.
К сороковым годам XVII века род кайтагского уцмия разделился на две линии. Старшая из них находилась в Маджалисе, младшая — в Янгикенте. «Из этих двух линий старшие и способнейшие в роде поочередно получали достоинство уцмия». Кто становился уцмием, тот должен был со своей семьей выезжать и поселяться в селении Башлы, где и выполнял функции управления. Рустам-хан принадлежал к янгикенской ветви.
В первой половине 1640-х годов между ними разразилась война. Янгикентские напали на Маджалис и истребили всю старшую линию, за исключением малолетнего Гусейн-хана, которого спас его молочный брат.
Иран воспользовался междоусобицей в Кайтаге, чтобы сместить с престола неугодного им уцмия Рустам-хана, который стал больше ориентироваться на Россию и Турцию. Шахская власть выдвинула Амирхан-Султана, племянника Рустам-хана, сына уцмия Амир-Хамзы.

## Ход войны
В 1645 году Амирхан-Султан с помощью войск шаха Аббаса II вторгся в уцмийство, но был разбит Рустам-ханом и бежал. После этого он связался с шахом, который отправил новое войско.
Амирхан-Султану удалось разбить Рустам-хана и провозгласить себя уцмием.

Рустам-хан отступил в Верхний Кайтаг: в Кубачи, потом в Кала-Корейш. Терские воеводы оповестили Москву. Из их отписки:
«Уцмия кайдацкого кызылбашского шах Аббасова ратные люди из владения ево согнали и сына его Багамата мурзу, шемахинской Арапхан засадил в неволю и живет де он, уцмей в бегах в Кубачеях, а в уцмиеевском владении на ево, уцмеево, место по шахаву указу сел старого уцмия сын Амирхан-султан».
Рустам-хан начал усиление, чтобы вернуть Нижний Кайтаг, выбить Амирхана и шахские войска. Для этого он собрался из Кала-Корейша поехать в Эндирей, оставить там свою семью и отправиться за помощью к османскому султану. Добившись помощи от Казаналпа Эндиреевского и турецкого султана, он планировал идти против Амирхан-Султана «и на шаховы украинные города, на Дербент и па Шемаху». Но ему не удалось сыскать поддержки Казаналпа, который получил указание терских воевод, чтобы тот Рустам-хана не принимал и не пропускал в Турцию, а по возможности доставил бы его в Терский городок, так как русской миссии не выгодны турецкие войска в регионе. В 1645 году ногайцы во главе с Куданайтом устроили набег на Кайтаг и до самого Дербента:
«Ногайские ратные люди к усмеевым ратным людям ходили, а кызылбашеня их побивали от их же дурости. При этом погиб и их предводитель Куданайт».
Рустам-хану пришлось отстаивать свою жизнь и власть без всякой помощи. Какое-то время он укрывался в Уркарахе.
В дальнейшем, по народному преданию, войска шаха долго осаждали крепость Ицари. Несмотря на голод осажденные не сдались. В итоге Амирхан-Султан и шахские войска вынуждены были отступить.
Весной 1646 года борьба обострилась. Летом 1646 года войско Амирхана-Султана при поддержке крым-шамхала Бий-Багомата Бойнакского и шахским отрядом из Дербента, устроили поход в горы. Амирхан-Султану и его союзникам пришлось идти на штурм. Рустам-хан оборонялся в каком-то укреплении (Ицари или в Кала-Корейше). Для наступающих штурм был неудачным: войска Рустам-хана в бою «убили дербенского Байрям солтана да кумыцкого буйнатцкова владельца Биибагоматова сына Мурзу». Был ранен и сам Амирхан-Султан. Крупные потери вынудили его уйти в Нижний Кайтаг и снова обратиться за помощью к шаху.

В ноябре 1646 года под давлением Ирана в борьбу вступил Сурхай-шамхал. Его войско стояло под Утамышем, а он созывал других владетелей для похода на Рустам-хана. Но тут дело приняло неожиданный оборот. Как сообщал уздень князя М. Черкасского Н. Табурин:
«... кумыцкие-де люди, в связи с походом против Рустамхана, говорили, что если Сурхай-шевкал без шаховых ратных людей на уцмея (Рустам-хана) пойдет, то они-де, кумыцкие люди, все пойдут на него, уцмея, с ним Сурхай-шевкалом вместе. А будет-де, что Сурхай-шевкал на уцмея пойдет с шаховыми ратными людьми, ониде, кумыцкие люди, все встанут с уцмием заодно против его, Сурхайшевкала, и шаховых ратных людей. И Шаховых-де ратных людей в Кумыцкую землю пустить не хотят».
Подданные шамхала готовы были поддержать его военные акции, только если он не будет воевать за интересы Ирана. В ином случае они выступят против шамхала и поддержат Рустам-хана. Дальнейших военных действий не произошло.

## Мирное соглашение
К концу 1646 года война в Кайтаге пошла на спад. В декабре 1646 года князь Кафыр-Кумуха Умлахад рассказывал, что когда он прибыл в Башлы, там было и иранское войско, готовящееся в поход в горы против Рустам-хана, но тут «прежний уцмий с нынешним помирился», после этого Амирхан-Султан и Рустам-хан обменялись заложниками.

Сурхай с иранцами уехал в Дербент. Он сообщил о примирении Амирхан-Султана и Рустам-хана, и что мир «прежнего уцмея Руслем-хана с новым уцмеем» был заключен при его посредничестве.
«Прежний уцмий с новым уцмием помирился на том, что ему, Рустам-хану, жить в Кара-Курешах, и Аббас-Кули-хану (т.е. Амир-хану) житии в сайдаках».
Оба соперника помирились «на том, что его, прежнего уцмея, не изгонять, а жить ему в Кара-Куречах, и нового уцмея, Амирхан-Солтановых людей ему, прежнему уцмею, не побивать». Уцмийство оказалось в состоянии двоевластия: в Верхнем Кайтаге обосновался Рустам-хан, в Нижнем — Амирхан-Султан. Государство имело двух уцмиев и две столицы — Кала-Корейш и Башлы, между которыми время от времени разгоралась борьба за власть. В Нижнем Кайтаге Аббасу II удалось установить власть своего ставленника Амирхан-Султана, заявлявшего, что он не смеет присягать царю без указа шаха, так как шах сделал его уцмием, и он должен поступать во всем «как шах укажет ему». Аббас II стал готовиться к сооружению крепости в Башлы. Шах планировал устроить поход на эндирееского владетеля Казаналпа из-за того, что тот поддерживал Рустам-хана. Казаналп переселился со своими людьми ближе к Терскому городку. Русские власти признали нового уцмия и установили с ним официальные отношения. Амирхан-Султан в своем письме определил свой статус:
«Он, Амирхан-Салтан ... ево царского и шах Аббасова величества рукою в опчем холопстве со всем своим владением».
Амирхан-Султан, оправдывая захват власти им в Кайтаге, сообщал, что «недруга своего прежнего уцмия, который ево отца убил и их разорил, согнал и сам уцмием стал вместо него».
Он также обвинил Рустам-хана в незаконной узурпации власти и в том, что он был непослушен и царю, и шаху, что: «проезду от него ... государевым и шахским и русским торговым людям не было», так как он «сам же грабил и насильство чинил большое».
Амирхан-Султан заявил, что готов служить русскому царю, но ясно обозначил свою политическую ориентацию на Иран.
За ноябрь-декабрь 1645 года на верность русскому царю присягнули аварский нуцал, владетели Кафыр-Кумуха, Буйнака и ставленник шаха Сурхай. Это и новые русские войска в Терки заставили шаха вывести свои войска из Кайтага.
После 1646 года источники не упоминают Рустам-хана, уцмием полноценно стал Амирхан-Султан.